# Wladimir Saldanha
Wladimir Saldanha, nome literário de Wladimir Saldanha dos Santos, é um poeta, tradutor e crítico literário brasileiro.

## Biografia
Nasceu em 1977, em Salvador. Graduou-se em Direito pela Universidade Federal da Bahia (2001). É Mestre (2009) e Doutor (2014) em Letras pela UFBA. Sua tese de doutorado foi a primeira exclusivamente dedicada à obra poética do escritor Lêdo Ivo.
Em poesia, publicou As culpas do poema (Prêmio Asabeça/Scortecci, 2012), livro que seria incorporado ao volume Culpe o vento (7Letras, 2014). Lançou ainda: Lume Cardume Chama (7Letras, 2014) − obra selecionada para publicação pela Fundação Cultural da Bahia; e Cacau inventado (Mondrongo, 2015), livro semifinalista do Prêmio Oceanos de Literatura em Língua Portuguesa, em 2016. Pela mesma editora, em 2017, publica Natal de Herodes, poesia, eleito um dos melhores livros aquele ano pela Revista Amálgama. A obra ganharia o Prêmio Edmir Domingues de Poesia (nacional) da Academia Pernambucana de Letras. 
Foi por três vezes antologizado em Portugal: Poetas na surrealidade em Estremoz (2007) e DiVersos – Poesia e Tradução (2008 e 2013). 
Como contista, recebeu menção honrosa do Prêmio SESC de Literatura 2011-2012 por Desta água não beberei (inédito). 
Como tradutor, em 2014 participou da reedição de A cinza do Purgatório, de Otto Maria Carpeaux, pela Editora Danúbio, de Santa Catarina, tendo ficado responsável por verter autores simbolistas de língua francesa. Colabora com a revista francesa Actualité Verlaine mantida pela Association des Amis de Verlaine (Metz, França).
Wladimir Saldanha manteve colaboração regular de crítica literária no Jornal Rascunho (Curitiba), tendo já publicado no Jornal A Tarde (Salvador), Jornal Opção (Goiânia) e revistas literárias virtuais, como Mallarmargens e Escamandro.

## Obras
- As culpas do poema (poesia). São Paulo: Scortecci, 2012.
- Desta água não beberei (conto). Inédito.
- Culpe o vento (poesia). Rio de Janeiro: 7Letras, 2014.
- Lume Cardume  Chama (poesia). Rio de Janeiro. 7Letras, 2014.
- Cacau inventado (poesia). Ilhéus: Mondrongo, 2015.
- Natal de Herodes (poesia). Ilhéus: Mondrongo, 2017.